# Guido Visconti di Modrone, II duca di Grazzano Visconti
(Queste furono le ultime parole del Cap. Visconti di Modrone prima di spirare)
Guido Visconti di Modrone, II duca di Grazzano Visconti (Milano, 9 dicembre 1901 – El Alamein, 14 ottobre 1942), è stato un nobile e militare italiano, ufficiale del Regio Esercito.

## Biografia

### Giovinezza
Patrizio milanese, primogenito del conte, nel 1937 creato duca, Giuseppe Visconti di Modrone e di donna Carla Erba, trascorre l'infanzia e la giovinezza in una delle famiglie più in vista di Milano, insieme a sei tra fratelli e sorelle, uno dei quali è il futuro regista Luchino Visconti.

### Carriera militare
Presta il servizio militare nel Savoia Cavalleria come ufficiale di complemento. Il 12 aprile 1926, a Firenze, sposa donna Franca dei Marchesi Viviani della Robbia (Firenze 28 gennaio 1905 - 16 aprile 2003). Dal matrimonio non nascono figli e, qualche anno dopo, sembra ci sia un legame sentimentale tra Visconti e l'attrice Elsa De Giorgi.
Negli anni Trenta si trasferisce in Libia, dove acquista una grande azienda agricola.

### Seconda guerra mondiale e morte
Allo scoppio della seconda guerra mondiale viene richiamato in servizio e, nel 1941, chiede di passare alla nuova specialità dei paracadutisti.
Comandante dell'11ª compagnia del IV battaglione Paracadutisti della "Folgore", col grado di capitano, entra in linea con i suoi uomini a Deir el Munassib, poco prima della Seconda battaglia di El Alamein. Chiamato a rapporto da un ordine errato del comandante del battaglione (Maggiore Vincenzo Patella), Visconti deve attraversare a piedi, in pieno giorno, una striscia di terreno esposta alla costante osservazione nemica e battuta dal tiro della sua artiglieria. Pur consapevole di andare incontro a morte praticamente certa, Visconti si astiene dal richiamare l'attenzione del comando sull'evidente inopportunità dell'orario fissato per il rapporto. Ferito gravemente alla schiena da un colpo di 88, muore poco dopo.

## Ascendenza
|                              |                        |                          | Genitori                 |  |  | Nonni |  |  | Bisnonni                   |  |  | Trisnonni                   |  |
|                              |                        |                          |                          |  |  |       |  |  | Uberto Visconti di Modrone |  |  | Gaetano Visconti di Modrone |  |
|                              |                        |                          |                          |  |  |       |  |  | Uberto Visconti di Modrone |  |  | Gaetano Visconti di Modrone |  |
|                              |                        | Aurelia Gonzaga          |                          |  |  |       |  |  | Uberto Visconti di Modrone |  |  |                             |  |
| Guido Visconti di Modrone    |                        |                          |                          |  |  |       |  |  | Uberto Visconti di Modrone |  |  |                             |  |
|                              |                        | Giovanna Gropallo        | Angelo Vincenzo Gropallo |  |  |       |  |  |                            |  |  |                             |  |
|                              |                        | Giovanna Gropallo        | Angelo Vincenzo Gropallo |  |  |       |  |  |                            |  |  |                             |  |
|                              |                        | Giovanna Gropallo        | Laura Pertusati          |  |  |       |  |  |                            |  |  |                             |  |
| Giuseppe Visconti di Modrone |                        | Giovanna Gropallo        |                          |  |  |       |  |  |                            |  |  |                             |  |
|                              |                        | Francesco Renzi          | …                        |  |  |       |  |  |                            |  |  |                             |  |
|                              |                        | Francesco Renzi          | …                        |  |  |       |  |  |                            |  |  |                             |  |
|                              |                        | Francesco Renzi          | …                        |  |  |       |  |  |                            |  |  |                             |  |
| Ida Renzi                    |                        | Francesco Renzi          |                          |  |  |       |  |  |                            |  |  |                             |  |
|                              |                        | Lucrezia Giovanna Gritti | Giorgio Gritti           |  |  |       |  |  |                            |  |  |                             |  |
|                              |                        | Lucrezia Giovanna Gritti | Giorgio Gritti           |  |  |       |  |  |                            |  |  |                             |  |
|                              |                        | Lucrezia Giovanna Gritti | Caterina Passagnoli      |  |  |       |  |  |                            |  |  |                             |  |
| Guido Visconti di Modrone    |                        | Lucrezia Giovanna Gritti |                          |  |  |       |  |  |                            |  |  |                             |  |
|                              | Francesco Antonio Erba | …                        |                          |  |  |       |  |  |                            |  |  |                             |  |
|                              | Francesco Antonio Erba | …                        |                          |  |  |       |  |  |                            |  |  |                             |  |
|                              | Francesco Antonio Erba | …                        |                          |  |  |       |  |  |                            |  |  |                             |  |
| Luigi Erba                   | Francesco Antonio Erba |                          |                          |  |  |       |  |  |                            |  |  |                             |  |
|                              |                        | Caterina Brasca          | …                        |  |  |       |  |  |                            |  |  |                             |  |
|                              |                        | Caterina Brasca          | …                        |  |  |       |  |  |                            |  |  |                             |  |
|                              |                        | Caterina Brasca          | …                        |  |  |       |  |  |                            |  |  |                             |  |
| Carla Erba                   |                        | Caterina Brasca          |                          |  |  |       |  |  |                            |  |  |                             |  |
|                              |                        | Antonio Brivio           | Ambrogio Brivio          |  |  |       |  |  |                            |  |  |                             |  |
|                              |                        | Antonio Brivio           | Ambrogio Brivio          |  |  |       |  |  |                            |  |  |                             |  |
|                              |                        | Antonio Brivio           | Giuditta Pensa           |  |  |       |  |  |                            |  |  |                             |  |
| Anna Brivio                  |                        | Antonio Brivio           |                          |  |  |       |  |  |                            |  |  |                             |  |
|                              |                        | Enrichetta Longhi        | …                        |  |  |       |  |  |                            |  |  |                             |  |
|                              |                        | Enrichetta Longhi        | …                        |  |  |       |  |  |                            |  |  |                             |  |
|                              |                        | Enrichetta Longhi        | …                        |  |  |       |  |  |                            |  |  |                             |  |
|                              |                        | Enrichetta Longhi        |                          |  |  |       |  |  |                            |  |  |                             |  |